# Dụ Lâm Tường
Dụ Lâm Tường (tiếng Trung: 喻林祥; bính âm: Yù Línxiáng; sinh tháng 1 năm 1945) là Thượng tướng Lực lượng Cảnh sát Vũ trang Nhân dân Trung Quốc (PAP). Ông từng giữ chức vụ Chính ủy Quân khu Lan Châu và Chính ủy Lực lượng Cảnh sát Vũ trang Nhân dân Trung Quốc.

## Tiểu sử
Dụ Lâm Tường sinh tháng 1 năm 1945 tại Ứng Thành, tỉnh Hồ Bắc. Trước khi nhập ngũ năm 1963, ông là công nhân Cục Bưu điện trấn Lang Quân, Ứng Thành, tỉnh Hồ Bắc.
Tháng 4 năm 1966, ông gia nhập Đảng Cộng sản Trung Quốc. Ông trưởng thành từ chiến sĩ đại đội 4, Trung đoàn 6, Sư đoàn Bộ binh 2, Quân đoàn 1 Lục quân và từng đảm nhiệm chức vụ Phó Trưởng phòng Phòng Thư ký Cục Chính trị Quân đoàn 1 Lục quân, Trưởng phòng Phòng Tổ chức Cục Chính trị Quân đoàn 1 Lục quân, Phó Tổng Thư ký Cục Chính trị Quân khu Nam Kinh, Ủy viên Đảng ủy Cục Chính trị Tập đoàn quân, Phó Chủ nhiệm Cục Chính trị Tập đoàn quân 1 Lục quân và Bí thư Đảng ủy Sư đoàn, Chính ủy Sư đoàn Bộ binh 2, Tập đoàn quân 1 Lục quân. Tháng 9 năm 1988, ông được phong quân hàm Đại tá.
Năm 1993, ông được bổ nhiệm giữ chức Phó Chủ nhiệm Cục Chính trị Lực lượng Cảnh sát Vũ trang Nhân dân Trung Quốc (PAP). Tháng 4 năm 1993, ông được cải phong quân hàm Đại tá Quân Giải phóng Nhân dân Trung Quốc thành Đại tá Cảnh sát Vũ trang. Tháng 7 năm 1995, ông được phong cảnh hàm Thiếu tướng Cảnh sát Vũ trang.
Tháng 2 năm 1996 đến tháng 1 năm 2000, ông đảm nhiệm chức vụ Phó Chủ nhiệm Cục Chính trị Lực lượng Cảnh sát Vũ trang Nhân dân Trung Quốc, Chính ủy Tổng đội 1 Bắc Kinh kiêm Ủy viên Đảng ủy Cục Chính trị Lực lượng Cảnh sát Vũ trang Nhân dân Trung Quốc, Bí thư Đảng ủy Tổng đội 1 Bắc Kinh, Cục trưởng Cục Tổ chức thuộc Tổng cục Chính trị, Bí thư Đảng ủy Cục Tổ chức, Tổng cục Chính trị Quân Giải phóng Nhân dân Trung Quốc. Tháng 12 năm 1997, ông được cải phong quân hàm Thiếu tướng Giải phóng Quân.
Tháng 10 năm 2000, Dụ Lâm Tường được bổ nhiệm làm Ủy viên Ban Thường vụ Đảng ủy Khu tự trị Duy Ngô Nhĩ Tân Cương, Phó Chính ủy Quân khu Lan Châu kiêm Chính ủy Quân khu Tân Cương trực thuộc Quân khu Lan Châu, Ủy viên Ban Thường vụ Đảng ủy Quân khu Lan Châu kiêm Bí thư Đảng ủy Quân khu Tân Cương. Tháng 7 năm 2001, ông được thăng quân hàm Trung tướng. Tháng 12 năm 2004, ông được bổ giữ chức Bí thư Đảng ủy Quân khu, Chính ủy Quân khu Lan Châu. Ngày 24 tháng 6 năm 2006, ông được thăng quân hàm Thượng tướng Quân Giải phóng Nhân dân Trung Quốc (PLA).
Tháng 9 năm 2007, Dụ Lâm Tường được điều sang làm Bí thư Đảng ủy Lực lượng Cảnh sát Vũ trang Nhân dân Trung Quốc kiêm Chính ủy Lực lượng Cảnh sát Vũ trang Nhân dân Trung Quốc. Tháng 9 năm 2007, ông được cải phong cảnh hàm Thượng tướng Cảnh sát Vũ trang. Tháng 10 năm 2007, tại Đại hội Đảng Cộng sản Trung Quốc lần thứ 17, Dụ Lâm Tường được bầu làm Ủy viên Ban Chấp hành Trung ương Đảng Cộng sản Trung Quốc khóa XVII. Tháng 7 năm 2010, ông được miễn nhiệm chức vụ Chính ủy Lực lượng Cảnh sát Vũ trang, thay thế ông là Hứa Diệu Nguyên.
Ngày 28 tháng 10 năm 2010, Dụ Lâm Tường được bổ nhiệm làm Phó Chủ nhiệm Ủy ban Hoa kiều của Đại hội đại biểu Nhân dân toàn quốc (Quốc hội Trung Quốc) khóa XI, nhiệm kỳ 2008 đến năm 2013. Ngày 14 tháng 3 năm 2013, ông được bầu làm Phó Chủ nhiệm Ủy ban Hồng Kông, Macau, Đài Loan và kiều bào của Hội nghị Hiệp thương Chính trị Nhân dân Trung Quốc.